# La Vierge protège Sienne pendant les tremblements de terre
La Vierge protège Sienne pendant les tremblements de terre (en italien, Madonna del Terremoto) est le sujet d'une tavoletta di Biccherna,  une peinture sur bois siennoise peinte par Francesco di Giorgio Martini en 1467.

## Histoire
Ces tablettes avaient pour but de servir de reliure pour les comptes de la Biccherna gérés par le camerlingue désigné par les autorités de la cité de Sienne pendant six mois et archivées ensuite dans les Archivio di Stato di Siena devenus les archives nationales. Ils prirent l'habitude de confier à un peintre reconnu de décorer la tablette supérieure, en souvenir de leur engagement,  pour la postérité.
La présente tablette fut peinte par Francesco di Giorgio Martini assisté par Fiduciario de Francesco.

## Iconographie
Celle-ci montre deux aspects des tablettes du Quattrocento : une scène religieuse, l'intervention de la Vierge (sainte-patronne de la cité) sollicitée pour protéger la ville d'un événement naturel récurrent interprété (comme le fut la peste) en punition divine, en l'occurrence le tremblement de terre de janvier 1466, rappelé dans la première phrase du texte peint (A DI PRIMO DI GENAIO MCCCCLXVI AL TEMPO...).
La moitié inférieure du format affiche un texte surmonté par les écussons du Conseil des Neuf augmenté de celui du Peuple (depuis Pandolfo Petrucci en 1447).
Le texte comprend le nom du camerlingue Lonardo d'Andrea, et celui des fonctionnaires de la Biccherna.

## Description
Le registre supérieur montre la Vierge Marie  écartant les bras, accompagnée de six figures saintes dans les cieux, sur des nuages.
Sous ce groupe un texte en deux mots éclaté aux extrêmes gauche et droite : ALTEMPO _____________  DETREMVOTI
Le registre médian montre, sur fond de collines siennoises la ville de Sienne, avec ses monuments dans ses remparts (le Campanile et le Duomo en marbres polychromes, et en brique rouge, le Palazzo Pubblico, la Torre del Mangia, également des maisons-tours, des portes de la ville : la Porta Pispini et l'Antiporto, et à droite la Porta Camollia), au premier plan des baraquements et des tentes accueillent la population pendant les secousses sismiques.
Sur le registre inférieur, figure une rangée de huit blasons et, dessous, le texte encadré à droite et à gauche des deux blasons restant de la liste des dix.

## Sources
- Enzo Carli, Les Tablettes peintes de la "Biccherna" et de la "Gabella" de l'ancienne république de Sienne, in-8°, Electa Editrice, Milan - Florence, 195, no 51 décrite p. 37.
- Archivio di Stato, Siena, Museo delle Biccherne  (ISSN 1592-2111), no 35 décrite p. 55.